# Cedimento differenziale

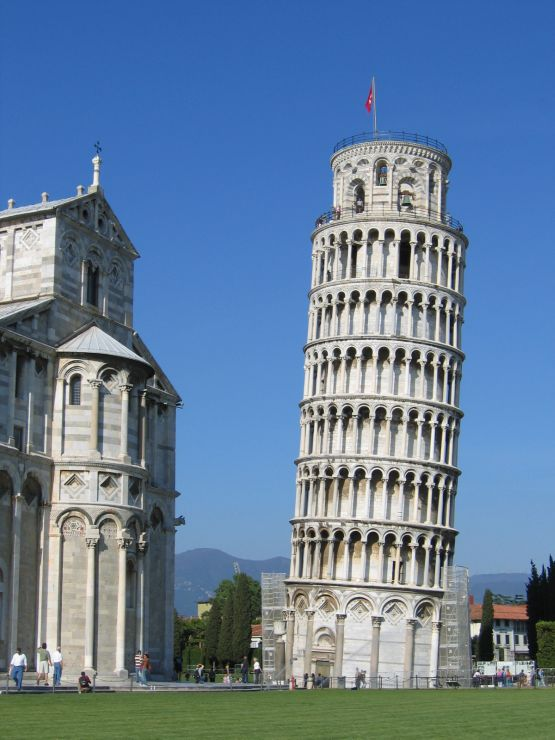
Il cedimento differenziale ha generato l'inclinazione della Torre di Pisa

I cedimenti differenziali sono spostamenti non uniformi che avvengono nelle strutture e che si evidenziano successivamente al completamento della struttura stessa.
Nella maggior parte dei casi si possono prevedere e prendere precauzioni per evitarne le conseguenze, ossia danni o pericoli per la stabilità strutturale. 
Un esempio che illustra cosa sono e quali possono essere i pericoli connessi ai cedimenti differenziali è il seguente: si supponga di lasciare l'automobile parcheggiata inizialmente su un prato; ritornando si nota che una ruota è affondata di ben 30 cm nel suolo, un'altra ruota è rimasta esattamente nella sua posizione iniziale, le altre due ruote sono affondate di soli 5 cm. L'automobile ha subito dei cedimenti differenziali, ossia non tutti i cedimenti sono della stessa entità. La macchina, dapprima orizzontale si sarà un po' inclinata da una parte, perdendo la posizione iniziale.
Un esempio noto a livello mondiale su cosa può produrre un cedimento differenziale del terreno di fondazione è l'inclinazione della Torre di Pisa. I cedimenti differenziali sono legati a motivazioni spesso complesse, come la natura del suolo, la presenza di acqua di falda e i suoi movimenti, le stratificazioni geologiche, le scarse caratteristiche meccaniche del suolo o i carichi variabili collocati in modo non prevedibile o di valore troppo elevato.